# Macá (volcan)
Pour les articles homonymes, voir Maca (homonymie).
Le cerro Macá est un stratovolcan, situé au nord du fjord Aisén et à l'est du canal Moraleda, dans la région d'Aysén del General Carlos Ibáñez del Campo, au Chili.
Le sommet du volcan culmine à une altitude de 2 300 mètres.
Ce volcan, recouvert d'un glacier, se trouve le long de la faille Liquiñe-Ofqui.